# 袁乃寬

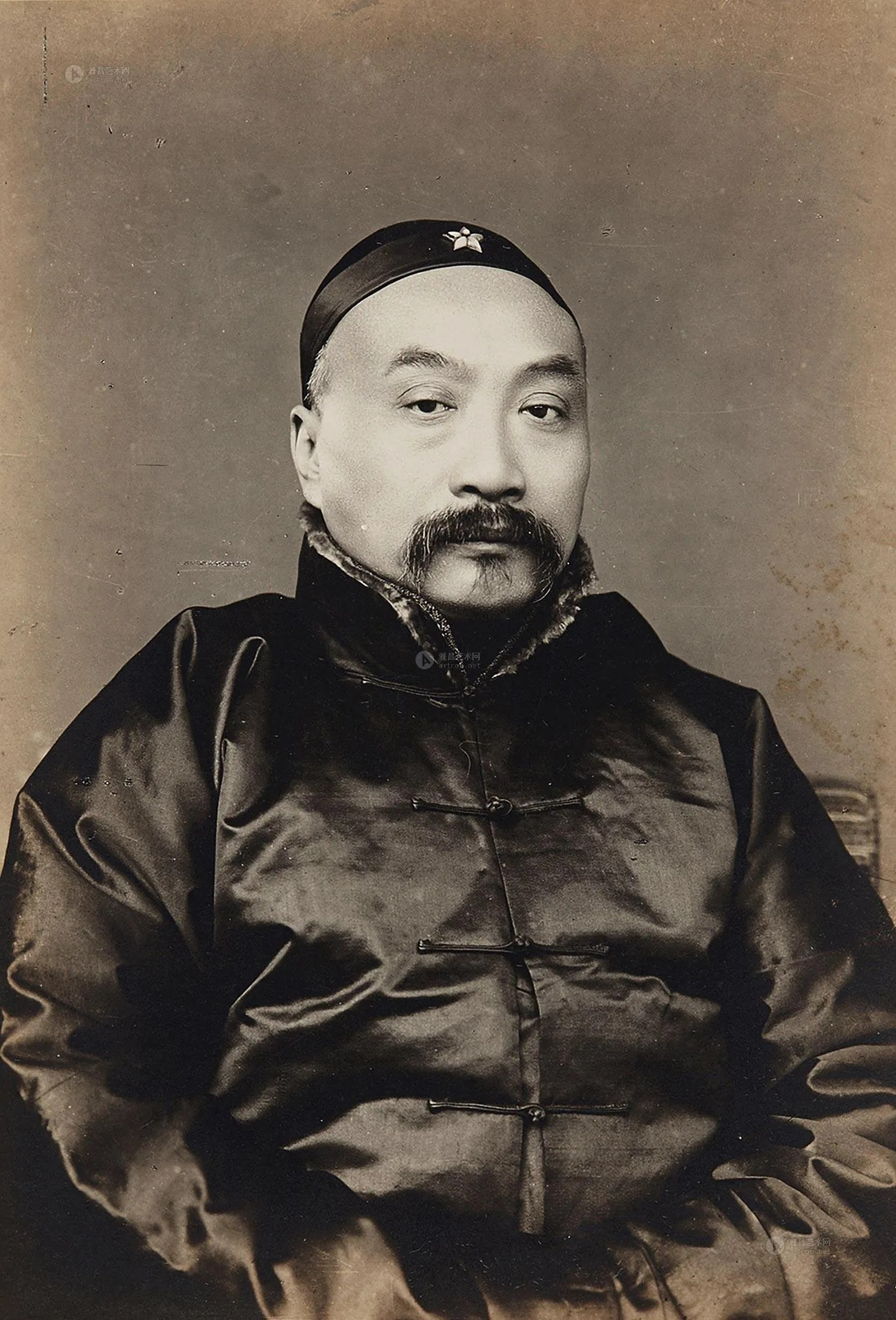
袁乃寬

袁乃寬（1867年—1946？），字紹明，河南省汝寧府正陽县人，清朝及中华民国军事及政治人物。

## 生平
1893年（光緒19年），袁乃寛随袁世凱到朝鮮半島赴任，担任書記。二人聯宗，以叔侄互称。1895年（光緒21年），他随袁世凱回国。此後历任新建陸軍粮饷局会计员、粮饷局提调帮办、财政总汇处军政股长、武卫军营务处会办等职。1910年起，历任天津县知县、拱卫军军需总长、镶红旗蒙古副都统、筹办煤油矿坐办。
1912年（民国元年）連署於《段祺瑞等要求共和电》，迫使宣統退位。
中華民国成立後的1913年（民国2年），袁乃寬获授陸軍中将。1915年（民国4年），袁世凱称帝，袁乃寛参与组织籌安会进行支持，任大典籌備处庶務主任。1917年（民国6年）7月，参加張勳復辟，失敗後企图逃亡但被捕。后来，获得段祺瑞特赦。
1923年（民国12年），袁乃寬参与曹锟賄選。同年9月，任高凌霨临时内閣的署理農商总長，翌年1月去职，此后寓居北京。
『河南省志 人物志』记其在北平隱居後，于1946年（民国35年）病逝。徐友春主編『民国人物大辞典 増訂版』记其1947年（民国36年）参加了耆英会（老人会），去世年份不详。

## 轶事
袁世凱和袁乃寬同姓，出生地是临近的县份，可稱同鄉，但二人无血缘关系。